# Kehr-Zeichen
Das Kehr-Zeichen (englisch Kehr’s sign) ist eine in die linke Schulter ausstrahlende Schmerzsymptomatik mit begleitender Überempfindlichkeit (Hyperästhesie) der Haut, die als klassisches Zeichen einer Milz- oder Tubarruptur gilt, aber auch bei weiteren Erkrankungen, häufig mit direkter oder indirekter Beteiligung des Zwerchfells (Ruptur der Zwerchfellarterie (Arteria phrenica), Magenperforation, subphrenischer (unter dem Zwerchfell sitzend) Abszess), auftreten kann. Bei einem liegenden Patienten mit Verdacht auf eine Milz-Ruptur kann das Kehr-Zeichen durch Tieflagerung des Kopfes besser ausgelöst werden.
Das Kehr-Zeichen ist ein Beispiel für übertragenen Schmerz, der auf einer fehlerhaften Zuordnung einer viszerosensiblen Empfindung zu einem Hautareal (Dermatom) beruht.
Ob die Erstbeschreibung – wie lange vermutet – tatsächlich auf den Berliner Chirurgen Hans Kehr (1862–1916) zurückgeht, ist unklar.